# درن کن
درن کن (انگلیسی: Darren Cann (referee)؛ زادهٔ ۲۲ ژانویه ۱۹۶۹ (age ۴۶)) یک داور فوتبال است. وی یکی از داوران جام جهانی ۲۰۱۴ بوده است. وی اهل انگلیس است